# 이치노미야정 (효고현 쓰나군)
이치노미야정(一宮町)은 효고현 쓰나군에 있던 정이다.

## 역사
- 1955년 3월 31일 - 아와지정, 군게정, 오사키촌, 다가촌, 에이촌이 합병해 성립하였다.
- 1956년 4월 1일 - 야마다촌을 편입하였다.
- 2005년 4월 1일 - 아와지정, 쓰나정, 히가시우라정, 호쿠단정과 합병해 아와지시가 성립, 동일 이치노미야정은 폐지되었다.

## 교통

### 도로
- 고베 아와지 나루토 자동차도